# Sjack van Rijsbergen
Sjack van Rijsbergen (Tilburg, 8 april 1985) is een Nederlands voetballer die als verdediger voor RKC Waalwijk en RBC Roosendaal speelde.

## Carrière
Sjack van Rijsbergen speelde in de jeugd van RKC Waalwijk, waar hij op 10 augustus 2004 in het eerste elftal debuteerde in de met 4-0 gewonnen bekerwedstrijd tegen Achilles '29. Het seizoen erna speelde hij één wedstrijd in de Eredivisie, de met 1-2 gewonnen uitwedstrijd tegen Willem II. Halverwege het seizoen 2006/07 vertrok hij naar RBC Roosendaal, wat in de Eerste divisie uitkwam. Hij debuteerde voor RBC op 27 april 2007, in de met 3-1 gewonnen thuiswedstrijd tegen Stormvogels Telstar. Na anderhalf seizoen vertrok hij bij RBC, waarna hij nog voor de amateurclubs Blauw Geel '38, VV Baronie, VV DESK en NOAD speelde.

### Statistieken
| Seizoen                         | Club           | Land           | Competitie     | Competitie | Competitie | Beker | Beker | Overig | Overig | Totaal | Totaal |
| Seizoen                         | Club           | Land           | Competitie     | Wed.       | Dlp.       | Wed.  | Dlp.  | Wed.   | Dlp.   | Wed.   | Dlp.   |
| ------------------------------- | -------------- | -------------- | -------------- | ---------- | ---------- | ----- | ----- | ------ | ------ | ------ | ------ |
| 2004/05                         | RKC Waalwijk   | Nederland      | Eredivisie     | 0          | 0          | 1     | 0     | –      | –      | 1      | 0      |
| 2005/06                         | RKC Waalwijk   | Nederland      | Eredivisie     | 1          | 0          | 0     | 0     | 0      | 0      | 1      | 0      |
| 2006/07                         | RKC Waalwijk   | Nederland      | Eredivisie     | 0          | 0          | 0     | 0     | 0      | 0      | 0      | 0      |
| 2006/07                         | RBC Roosendaal | Nederland      | Eerste divisie | 1          | 0          | 0     | 0     | 1      | 0      | 2      | 0      |
| 2007/08                         | RBC Roosendaal | Nederland      | Eerste divisie | 3          | 0          | 0     | 0     | –      | –      | 3      | 0      |
| 2010/11                         | VV Baronie     | Nederland      | Topklasse Zon. | 13         | 0          | 1     | 0     | –      | –      | 14     | 0      |
| Carrièretotaal                  | Carrièretotaal | Carrièretotaal | Carrièretotaal | 18         | 0          | 2     | 0     | 1      | 0      | 21     | 0      |
| Bijgewerkt op 15 september 2018 |                |                |                |            |            |       |       |        |        |        |        |